# لورانس الكسندر ويلسون
لورانس الكسندر ويلسون (بالإنجليزية: Lawrence Alexander Wilson)‏ هو سياسي كندي، ولد في 14 يونيو 1863 في مونتريال في كندا، وتوفي في 3 مارس 1934. حزبياً، نشط في الحزب الليبرالي الكندي. وقد انتخب عضو مجلس الشيوخ الكندي وانتخب عضو مجلس العموم الكندي.